# Знаменка (Псковская область)
Знаменка — деревня в Псковском районе Псковской области. Входит в состав Серёдкинской волости. 
Расположена в 49 км к северу от Пскова и в 10 км к северу от села Серёдка, на Гдовском шоссе (автодороге Псков — Гдов, Р60).
В 4 км к юго-западу от деревни находится база отдыха близ озёр Долгое и Жуково (Жуковское), на последнем из которых в 2006—2007 годах проходили съёмки эпизодов фильма «Мы из будущего».

## Население
| 2001 | 2002 | 2010 |
| ---- | ---- | ---- |
| 229  | ↘212 | ↘149 |

## Топографические карты
- Лист карты O-35-XVII Новоселье. Масштаб: 1 : 200 000. Издание 1980 г.